# Habjanovci
Habjanovci su ruralno naselje koje je od 1721. godine bilo u sastavu Valpovačkog vlastelinstva i Petrijevačkog distrikta, a danas se nalazi u općini Bizovac, Osječko-baranjskoj županiji. Smješteno je na južnom dijelu Općine Bizovac te je udaljeno 28 km od grada Osijeka kao središta županije. 

## Stanovništvo
| broj stanovnika | 912   | 964   | 1109  | 1177  | 1280  | 1340  | 1259  | 1330  | 1208  | 1189  | 1089  | 786   | 648   | 590   | 544   | 460   | 375   |
|                 | 1857. | 1869. | 1880. | 1890. | 1900. | 1910. | 1921. | 1931. | 1948. | 1953. | 1961. | 1971. | 1981. | 1991. | 2001. | 2011. | 2021. |

Prema rezultatima Popisa stanovništva 2021. u Habjanovcima živi 375 stanovnika u 144 kućanstva..

## Crkva
U selu se nalazi katolička crkva sv. Bartola iz 1837. koja pripada župi Sv. Ane u Brođancima i valpovačkom dekanatu Đakovačko-osječke nadbiskupije. Crkveni god ili kirvaj slavi se 24. kolovoza.
U selu je postojala i starokatolička crkva koja je u srušena u Drugome svjetskom ratu.

## Obrazovanje
U selu se nalazi Područna škola Habjanovci koja je utemeljena 1881. godine, a učenici viših razreda pohađaju Osnovnu školu Bratoljub Klaić u Bizovcu.

## Šport
- NK Jadran Habjanovci

## Društva
- Dobrovoljno vatrogasno društvo Habjanovci
- Lovačko društvo „Lug” Habjanovci
- Čuvari baštine Abljanovci

## Vanjske poveznice
- Općina Bizovac